# Час нашого дитинства
«Час нашого дитинства» — радянський художній фільм 1987 року, знятий режисером Зурабом Тутберідзе на кіностудії «Грузія-фільм».

## Сюжет
Сумні та сентиментальні історії, пронизані грузинським гумором, про мешканців гучного великого тбіліського двору часів Великої Вітчизняної війни. У фільм увійшли рідкісні кадри міської кінохроніки.

## У ролях
- Георгій Ломсадзе — Гіві
- Нодар Нодарідзе — Сулхан
- Темур Нодарідзе — Вато
- Дато Мчедлідзе — Яго
- Абрек Пхаладзе — дядько Мишко
- Іване Сакварелідзе — Скрипун
- Говен Чейшвілі — Абесса
- Руслан Мікаберідзе — Васо
- Тамар Кінцурашвілі — Таліко
- Діто Цінцадзе — Отар
- Інга Перадзе — Ламара
- Дмитро Цуцурін — Яшка
- Нані Брегвадзе — мати Міліци
- Гурам Пірцхалава — воєнрук
- Резо Есадзе — Габо
- Ніно Брегвадзе — епізод
- Оліа Джаніашвілі — епізод
- Кукурі Абрамішвілі — епізод
- Олена Асламазішвілі — Сатенек
- Р. Бадицька — епізод
- Гія Джапаріде — епізод
- Дареджан Джоджуа — епізод
- Лері Зардіашвілі — Гігла
- Маро Ітріашвілі — епізод
- Георгій Качарава — епізод
- Ніно Коберідзе — епізод
- Гіві Лежава — Лаврентій
- Джімі Ломідзе — епізод
- Марина Манджгаладзе — Міліца
- Олександр Махарадзе — епізод
- Медея Немсіцверідзе — епізод
- Тіна Сісаурі — епізод
- Тамаз Толорая — епізод
- Заза Цакадзе — епізод
- Лія Чіхладзе — Нуну
- Гіві Чугунашвілі — епізод
- Михайло Чумбурідзе — епізод

## Знімальна група
- Режисер — Зураб Тутберідзе
- Сценаристи — Важа Гігашвілі, Зураб Тутберідзе
- Оператор — Ігор Амасійський
- Композитор — Імері Манджгаладзе
- Художник — Темур Арджеванидзе